# 1948年阿什哈巴德地震
1948年阿什哈巴德地震是1948年10月6日01:12发生在苏联土库曼首府阿什哈巴德西南25km的Gara-Gaudan村的7.3级地震，在阿什哈巴德及其附近造成严重破坏。当时苏联并没详细报道这一地震。歷史學家普遍認為，由於禁止通報人員傷亡和損失程度，蘇聯政府未能撥出足夠的財政資源進行有效應對。1948年阿什哈巴德地震是土庫曼有史以來最強烈的地震。

## 背景
地震發生於1948年10月6日凌晨1點12分，震央位於阿什哈巴德西南方25公里的加拉-高丹村附近。地震對阿什哈巴德及其附近村莊造成了極其嚴重的破壞，幾乎所有磚砌建築倒塌，混凝土結構嚴重受損，貨運列車脫軌。伊朗達爾加茲地區也遭受了破壞和傷亡。阿什哈巴德西北部和東南部地區出現地表破裂。媒體對傷亡人數的報導不一，從1萬到11萬人不等，幾乎相當於當時土庫曼蘇維埃社會主義共和國人口的10%。
土库曼斯坦未来总统薩帕爾穆拉特·阿塔耶維奇·尼亞佐夫的母亲及其他亲人死于这场地震，尼亚佐夫因而成为孤儿（其父亲死于二战）。